# Стрітенська церква (Олика)
Свя́то-Стрі́тенська це́рква — парафіяльна православна ([[Українська православна церква(УПЦ). пам'ятка архітектури національного значення, розташована у давньому передмісті Олики — Залісочому (тепер село Залісоче Дідичівської сільської ради Луцького району Волинської області. Храм споруджений на кошти парафіян у 1784 році.
Стрітенський храм у Залісочому — один з класичних зразків архітектури бароко волинської школи. За даними церковного літопису, церква мурована на вапняному розчині з металевою арматурою, має товщину стін близько чотирьох метрів, що, вочевидь, було продиктовано розташуванням храму обіч тракту. Споруда виконувала й оборонні функції. Церква, яка належить до архітектури 18 століття, є найдавнішою збереженою пам'яткою православ'я у давній Олиці.

## Історія храму
Перша церква була дерев'яною. За фундації князя Михайла Казимира Радзивілла «Рибоньки» у 1727 році поруч з Луцькою брамою було зведено парафіяльний храм, так звана церква «на могилках», яка через півстоліття була знищена пожежею. На цьому ж місці обіч шляху у 1784 році вже на кошти парафіян місцеві майстри побудували кам'яну церкву Стрітення Господнє.
Церковний історик Микола Теодорович дає наступну характеристику Стрітенської церкви в Олиці кінця 19 століття і майна, яке їй належало:
| | \| Побудована в 1784 році на кошти прихожан. Кам'яна, з дерев'яним восьмигранним склепінням, міцна, покрита жерстю в 1864 році і пофарбована назелено. Дзвіниця дерев'яна, міцна. Начинням і богослужбовими книгами достатня. Приход 7-ми класний. Копії метричних книг зберігаються з 1720 року, віросповідні відомості з 1824 року. При церкві діяли богодільня з 1878 року, церковно-приходська школа для навчання дітей, маломісна і темна, в якій навчалося 13 хлопчиків і З дівчинки. Землі присадибної з городами 1 десятина 1200 сажнів, орної 31 десятина. На цю землю є дарча, дана 30 червня 1727 року князем Казимиром - Михайлом Радзивілом, а також документ від 15 жовтня 1848 року По якості ґрунту земля суглиниста. Церковна клуня для зберігання церковного хліба, зібраного з оброчних статей. Священик Іван Лисицький (на службі з 1864 р.) і псаломщик Олександр Васильович Картинський (на службі з 1871 р.). Приписна цвинтарна Хрестовоздвиженська церква.. \| |
| Побудована в 1784 році на кошти прихожан. Кам'яна, з дерев'яним восьмигранним склепінням, міцна, покрита жерстю в 1864 році і пофарбована назелено. Дзвіниця дерев'яна, міцна. Начинням і богослужбовими книгами достатня. Приход 7-ми класний. Копії метричних книг зберігаються з 1720 року, віросповідні відомості з 1824 року. При церкві діяли богодільня з 1878 року, церковно-приходська школа для навчання дітей, маломісна і темна, в якій навчалося 13 хлопчиків і З дівчинки. Землі присадибної з городами 1 десятина 1200 сажнів, орної 31 десятина. На цю землю є дарча, дана 30 червня 1727 року князем Казимиром - Михайлом Радзивілом, а також документ від 15 жовтня 1848 року По якості ґрунту земля суглиниста. Церковна клуня для зберігання церковного хліба, зібраного з оброчних статей. Священик Іван Лисицький (на службі з 1864 р.) і псаломщик Олександр Васильович Картинський (на службі з 1871 р.). Приписна цвинтарна Хрестовоздвиженська церква.. | |

За даними церковного літопису, мурована на вапняному розчині з металевою арматурою, має товщину стін близько чотирьох метрів, що, вочевидь, було продиктовано розташуванням храму обіч тракту. Споруда виконувала й оборонні функції.
За переказами, при завершенні кам'яного склепіння впав купол. Не було майстра, котрий би взявся його вимурувати. Однак, все ж зголосився один олицький тесляр, котрий запропонував збудувати баню з дерева і за півтора місяця завершив роботу.
Пожежа у першій чверті 19 століття значно пошкодила храм, навіть впав купол. 1864 року церкву капітально відремонтували. В єдиний комплекс із храмом входить і дерев'яна двоярусна, завершена куполом дзвіниця, нижній поверх якої може слугувати і за в'їзну браму. Це дещо незвична для Волині пам'ятка архітектури споруджена 1806 року.
Нині церква є парафіяльним храмом села Залісоче Ківерцівського благочиння Волинської єпархії УПЦ МП.
Стрітенська церква та дзвіниця є пам'ятками архітектури національного значення, охоронний номер комплексу № 120/0, охоронний номер церкви № 120/1, дзвіниці № 120/2.

## Архітектура

### Церква

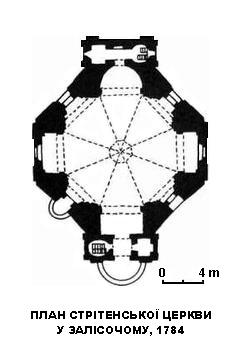
План церкви

#### Екстер'єр
Спочатку була цілком кам'яною, але після пожежі в першій чверті 19 століття впало склепіння. Пізніше було зроблене нове дерев'яне. 1864 року церкву капітально відремонтували, покрили жерстю, пофарбували. Наступні ремонти проводилися в 1870 році, 1908-1910 роках. Одна з найдосконаліших пам'яток архітектури бароко волинської школи.
Цегляна, оштукатурена, за відомостями церковного літопису зведена на вапняному розчині з металевою арматурою. Класичний зразок центричної споруди. У масивних стінах восьмигранного в плані основного об'єму по сторонах світу прорізані три квадратних та напівкругле приміщення. У двох симетрично протилежних ризалітах містяться нартекс та презбітерій. У проміжних гранях влаштовані великі ніші з високими вікнами. Таким чином у стінах немов би заховані вісім масивних пілонів, які підтримують широкий (16 м в діаметрі) дерев'яний купол, м'якої барочної форми. Стрункість силуету надають вертикальні лінії пілястр і прорізані в гранях високі вікна. В інтер'єрі точно знайдені пропорційні співвідношення частин, чіткий ритм розчленованих стін, вікон, пілястр.

#### Інтер'єр

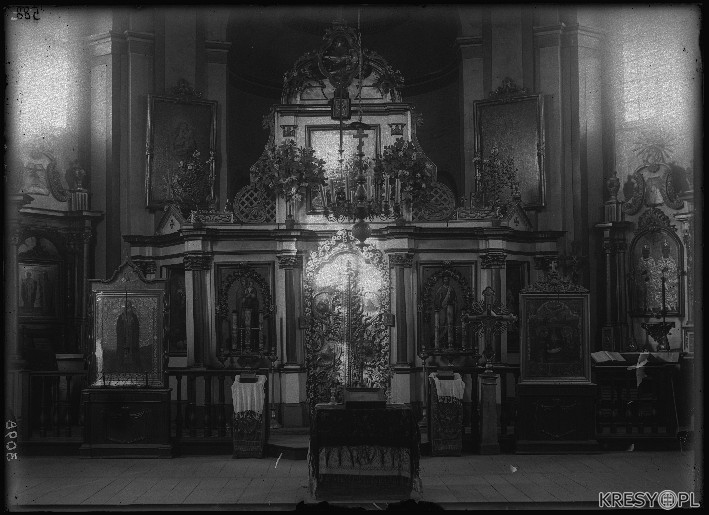
Іконостас церкви Стрітення Господнього. Фото першої половини 20 століття

В інтер'єрі храму гармонійно поєднуються досконала архітектура доби бароко, дерев'яне різьблення і волинський іконопис другої половини 18 століття. Пам'яток з попереднього храму першої чверті 18 століття, знищеного пожежею, не збереглось.
Нинішній іконостас часу будівництва храму і виготовлений для інтер'єру саме даної церкви, про що свідчить його відповідність архітектурі будівлі. Він довершено вписується в інтер'єр. Іконостас одноярусний зі скромною декоративною решіткою і розкішними царськими вратами з пишними рокайлями (завитками), характерними для стилю рококо, який з середини 18 століття поширюється в декорі інтер'єрів волинських храмів. Пишне декоративне різьблення використовувалось саме в різьбі царських врат, пристінних головних та бічних вівтарях, картушах виносних ікон. Найкращі зразки декоративного різьблення в стилі рококо різних видів маємо саме в інтер'єрі церкви в Залісоче. Іконостас Стрітенської церкви має високу центральну частину, яка розташована в підкупольному просторі, а бокові — в бокових навах. Круглі колонки намісного ряду завершуються пишними капітелями з візерунком листя аканта в обрамленні невеликих волют. В оздобленні врат використані рокайлі, вогники, кетяги квітів. Медальйони з зображеннями євангелістів неправильної витягнутої форми поміщені в мушлі. Різьба легка, прозора. Колонка, яка розділяє половинки дверей, різьблена орнаментом з дрібного лаврового листя, завершується короною з хрестом. У центрі іконостасу ікона «Спас Вседержитель» у профільованій рамі з рокайльними мотивами. Обабіч ікони — каннельовані колонки з капітелями, що аналогічні капітелям колон намісного ряду. Вся конструкція іконостасу з боків прикрашена цікавою решіткою, краї якої утворені довгастими волютами. Навершя аркоподібне у формі квадріофолію з іконою «Благовіщення», що виступає над аркою і увінчується чотирикінцевим хрестом. Ікону підтримують руками ангели, масивні фігури яких розташовані на наверші.
Широко і розмаїто стиль рококо представлений в храмах Волині в різьбі кіотів запрестольних і бокових вівтарів та виносних двосторонніх ікон 18 століття. У багатих різьблених кіотах цього часу подані в Стрітенській церкві ікони «Миколай Чудотворець» і «Різдво Христове» та виносна двохстороння ікона «Богородиця Одигітрія» в картуші.
Інтер'єр храму доповнюють живописні полотна кінця 18 — початку 19 століття. Це вісім медальйонів із зображеннями святих апостолів, писані олійними фарбами, які розміщені на кожній з восьми колон храму. Чотири полотна з зображеннями святих євангелістів Луки, Матвія, Івана, Марка розміщені по периметру храму. У живописі використана характерна для волинського іконопису кольорова гама — поєднання відтінків червоного, синього і жовтого кольорів.
Волинські майстри минулого століття славилися й карбуванням по металу. Карбовані ризи 17 — 18 століття накладені на ікони «Косьма і Даміан» та «Миколай Чудотворець». Риза ікони «Косьма і Даміан» має оригінальне вирішення, покриває зображення святих, поданих у повний зріст.
Всього у Стрітенській церкві села Залісоче зберігається 21 пам'ятка сакрального мистецтва. Це — 7 пам'яток дерев'яного різьблення, 2 ікони волинської школи іконопису «Свята Варвара» і «Стрітення» другої половини 18 століття і 12 живописних полотен того ж часу. Це є власне найціннішим збереженим в межах давньої Олиці комплексом пам'яток різних видів сакрального мистецтва, який представляє православ'я, історію і культуру цієї місцевості.
Більш ранніх пам'яток православ'я в Олиці не збереглося. У істориків, зокрема, у Володимира Антоновича, є згадки про цінну реліквію — хрест митрополита Феогноста зі старослов'янськими написами, який знаходився у Стрітенському храмі ще в 19 столітті.

### Дзвіниця
Дзвіниця, побудована в 1806 році, розташована на осі церкви. Дерев'яна, квадратна в плані, двоярусна, з відкритою галереєю, завершена куполом.

## Малюнок
Невідомий художник. Олика. Луцька брама. 1936 р. Папір, туш, «сухий пензлик»; 17,3 х 24,9 см. Фонди Волинського краєзнавчого музею. Інв. № Г-219.
На передньому плані зображено муровану двоярусну прямокутну споруду з арковим проїздом і фігурними бійницями. Справа віддалік фрагмент церкви за дерев'яним парканом.
Зліва внизу напис «Ołyka», справа монограма художника і дата «KN-36».

## Галерея

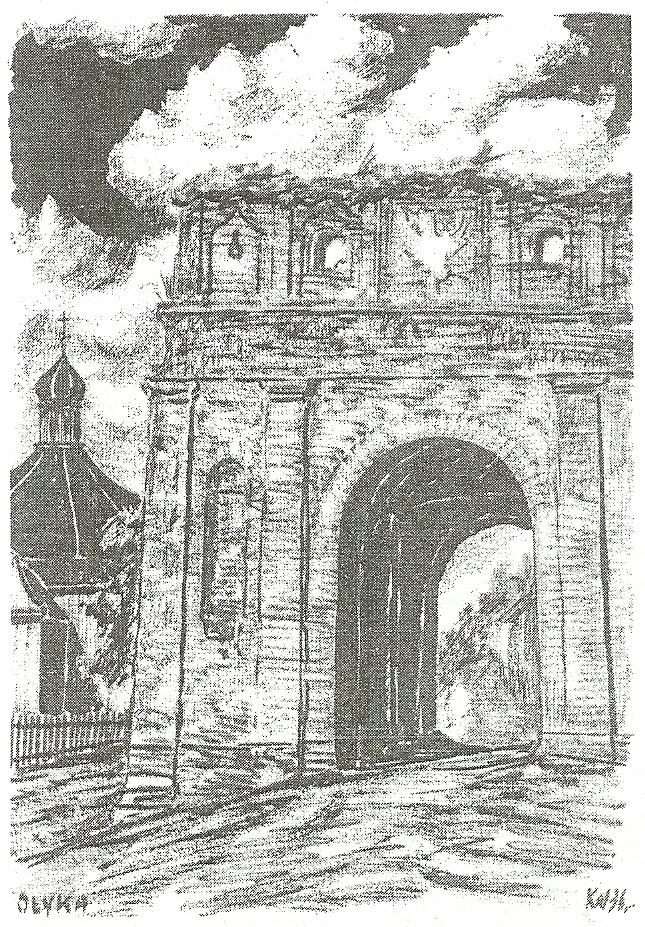
Невідомий художник. Олика. Луцька брама та Стрітенська церква (на задньому плані). 1936 р.

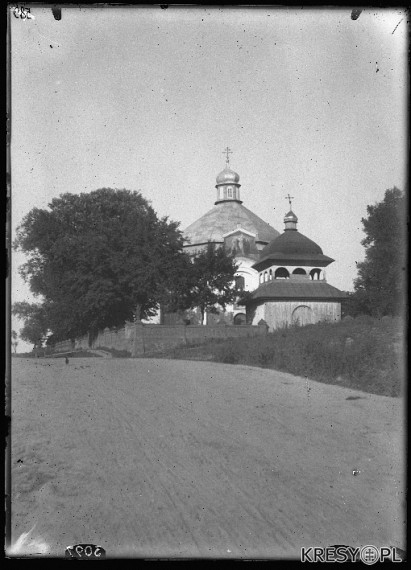
Стрітенська церква та дзвіниця. Перша половина 20 століття
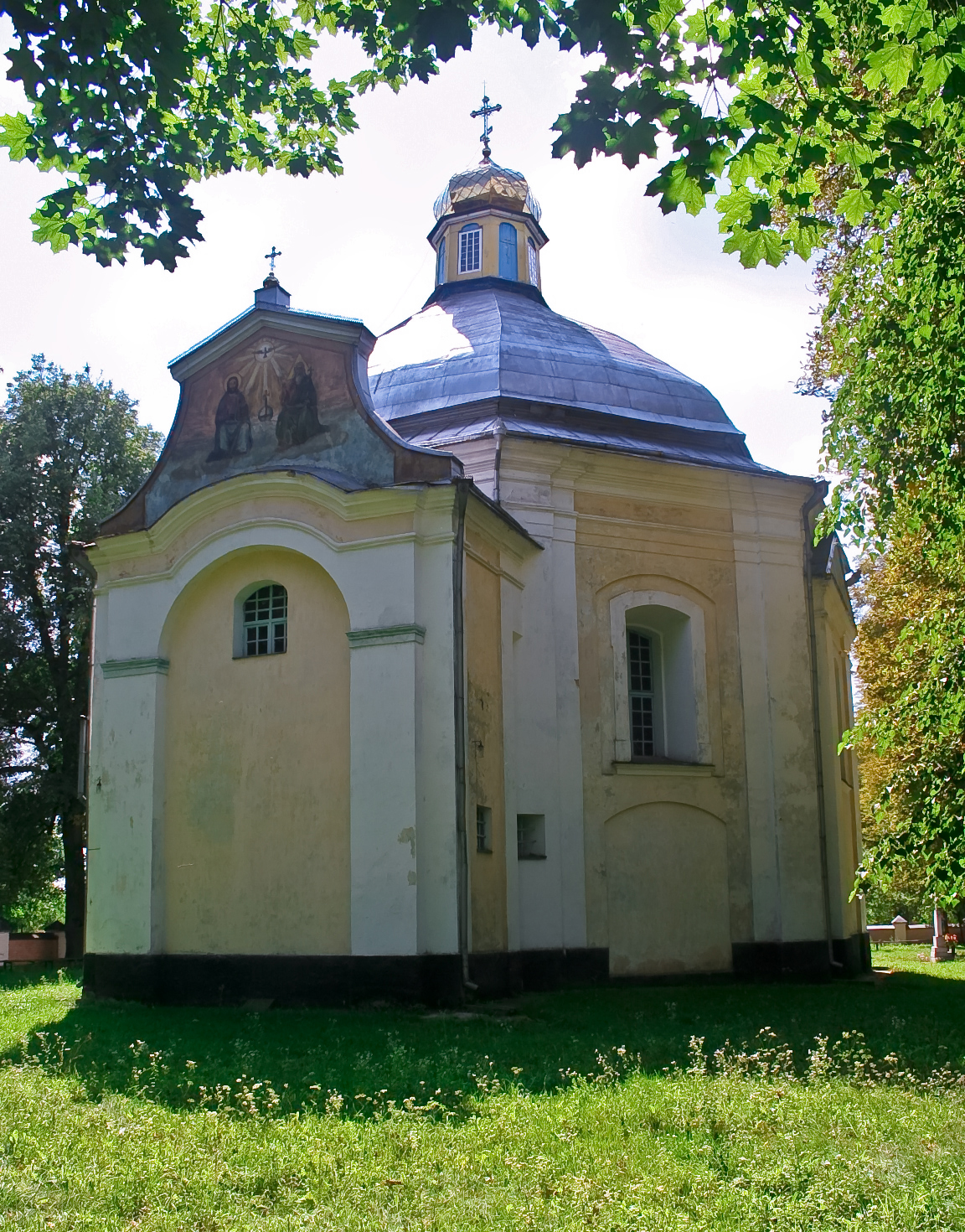
Презбітерій храму. Серпень 2011 року
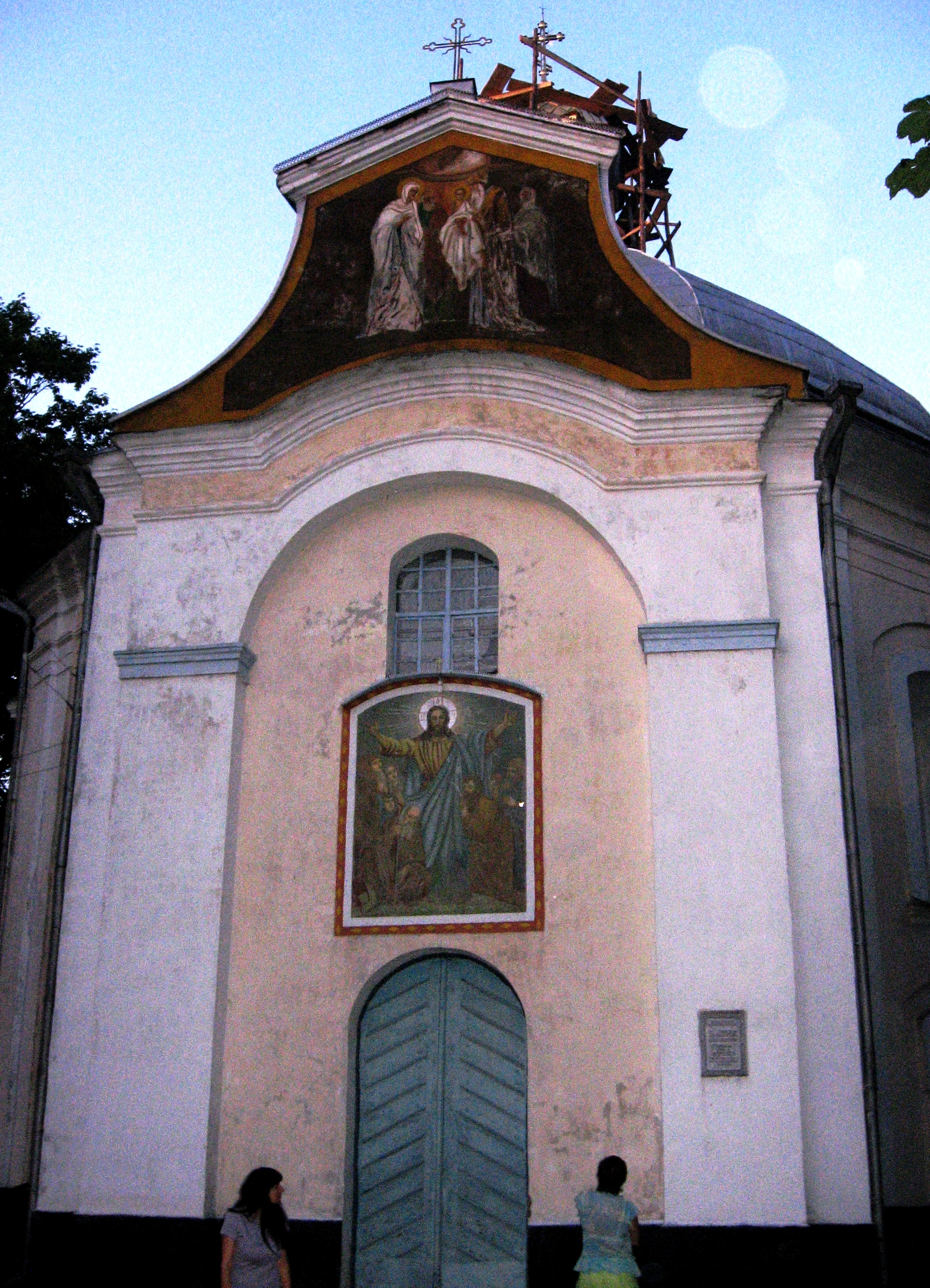
Центральний фасад. 2009 рік
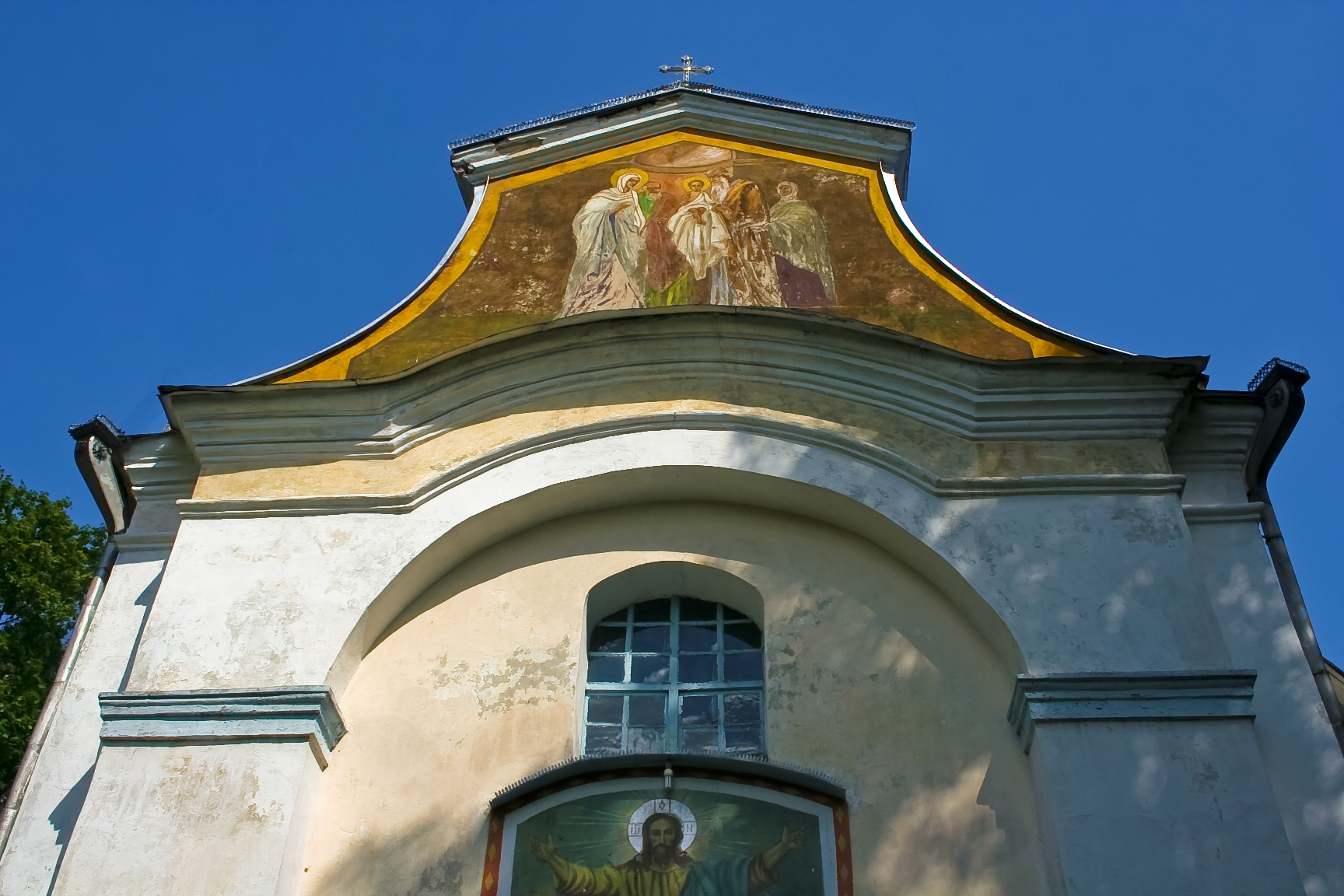
Фрагмент фасаду. Серпень 2011 року
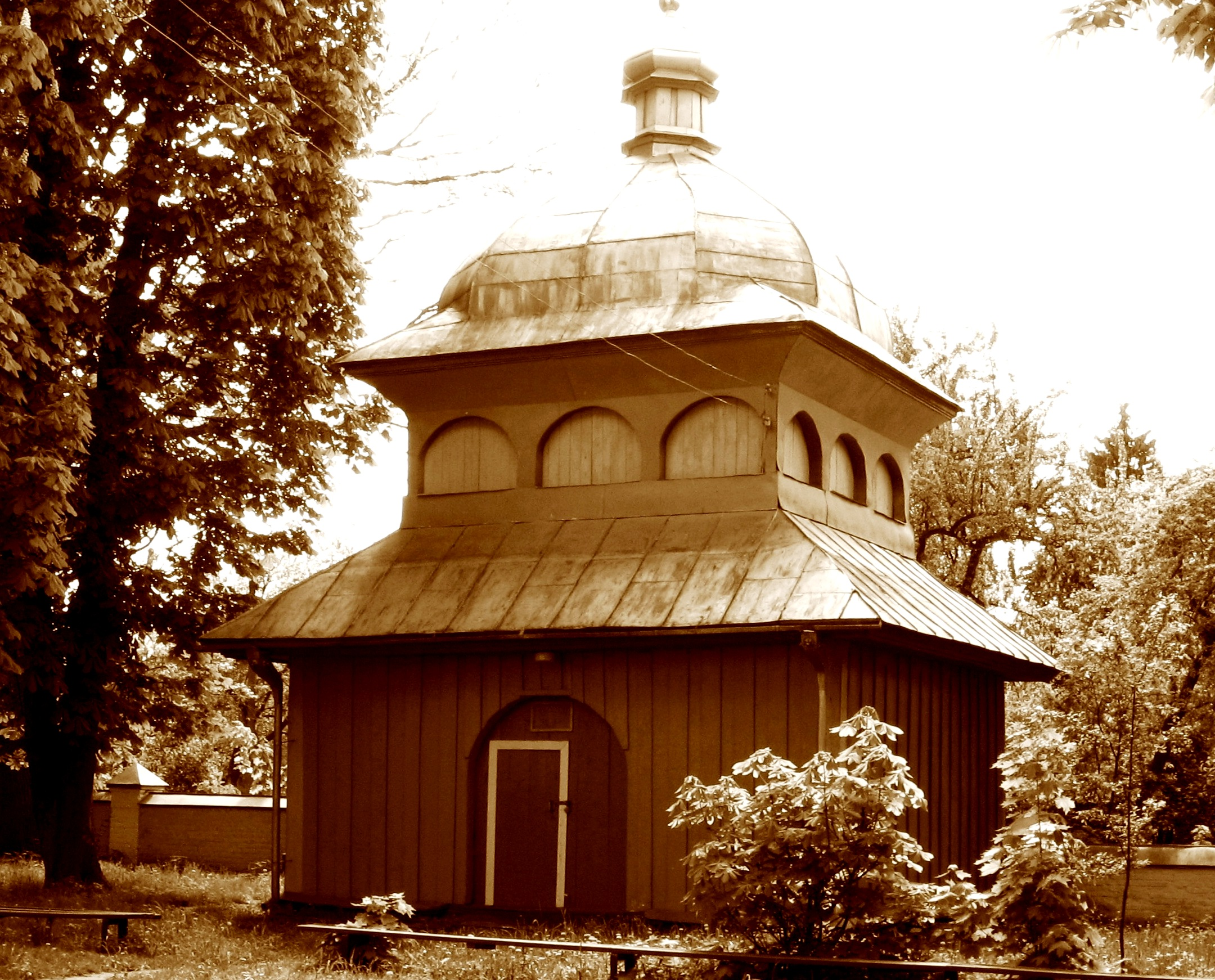
Дзвіниця. 2009 рік